# Alice the Beach Nut
Alice the Beach Nut é um curta-metragem de animação estadunidense de 1927, lançado como parte da série Alice Comedies.